# برکه شیاطین (فیلم ۲۰۰۵)
برکه شیاطین (夜叉ヶ池, Yashagaike) (انگلیسی: Demon Pond) تئاتری فیلمبرداری‌شده از برکه شیاطین، نمایشنامه‌ای از کیشی ناگاتسوکا است که بر اساس نمایشنامه سال ۱۹۱۳ ایزومی کیوکا نوشته شده است. برکه شیاطین نخستین تئاتری بود که تاکاشی میکه کارگردانی کرد.

## رسانه خانگی
دی‌وی‌دی اجرای فیلمبرداری‌شده در ژاپن در تاریخ ۲۵ مه ۲۰۰۵ انتشار یافت. این دی‌وی‌دی شامل مصاحبه‌ای با کارگردان تاکشی میکه به‌عنوان بخشی ویژه است.